# Madeleine Stowe
Madeleine Stowe, född 18 augusti 1958 i Los Angeles i Kalifornien, är en amerikansk skådespelare, känd från bland annat filmen We Were Soldiers (2002). Stowe är gift med Brian Benben och har en dotter.

## Filmografi i urval
- 1980 – Lilla huset på prärien (TV-serie) (Annie Crane i avsnittet "Portrait of Love")
- 1987 – Spanarna
- 1990 – The Two Jakes
- 1990 – Hämnd – starkare än kärlek
- 1992 – Den siste mohikanen
- 1992 – Förbjudet begär
- 1993 – Short Cuts
- 1994 – Blint vittne
- 1994 – China Moon
- 1996 – De 12 apornas armé
- 1999 – Generalens dotter
- 2002 – We Were Soldiers
- 2002 – Angelos hämnd
- 2009 – The Christmas Hope
- 2011 – Revenge (TV-serie)
- 2025 – It – Welcome to Derry (TV-serie)